# Joachim Tielke

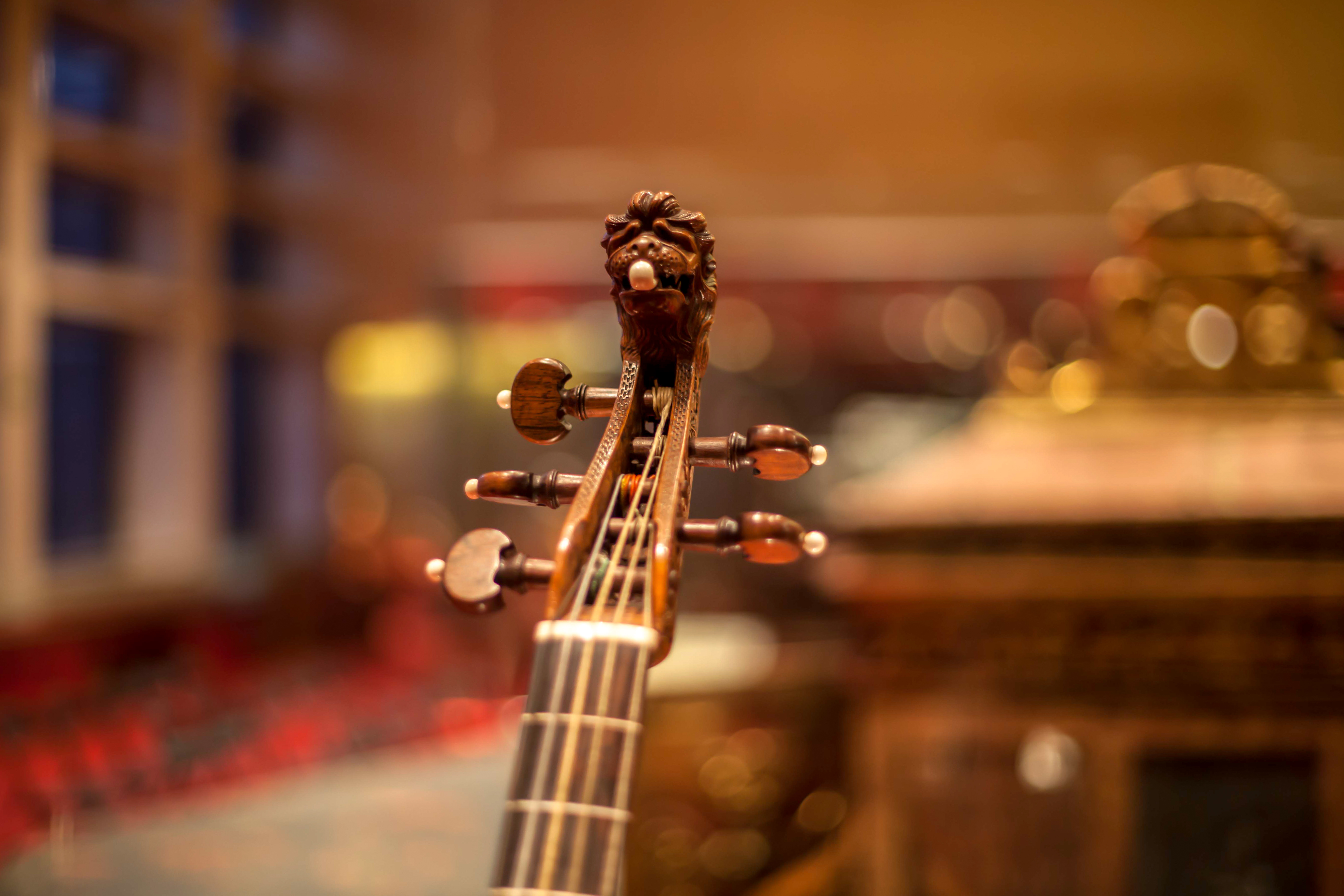
Detall del cap d'una viola d'arc baixa de Joachim Tielke, al Museu de la Música de Barcelona

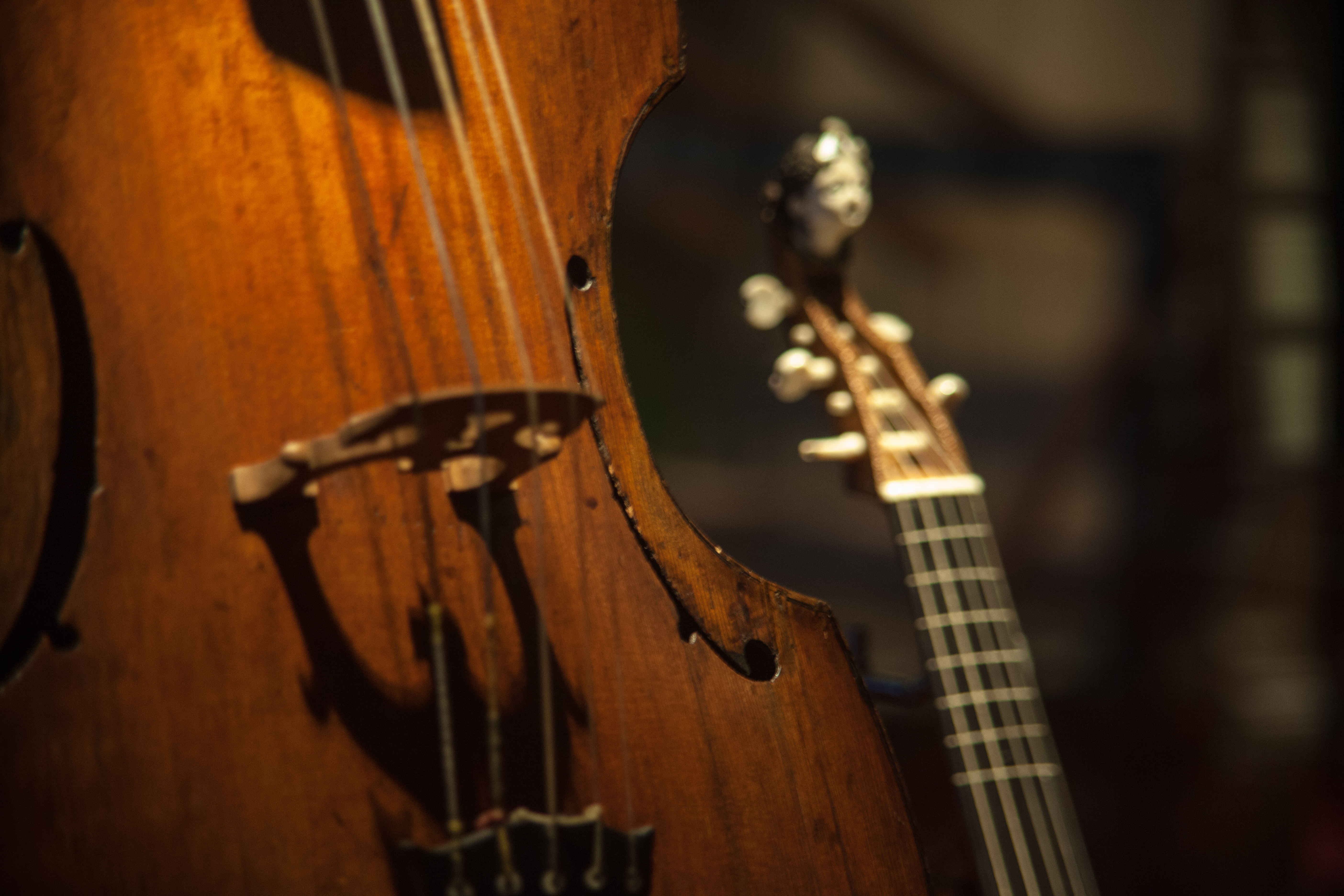
Viola d'arc baixa, 1694, de Joachim Tielke, viola d'arc tible (par-dessus viola), 1745, de Pierre Larcher, al Museu de la Música de Barcelona

Joachim Tielke (14 d'octubre de 1641 a Königsberg - 19 de gener de 1719 a Hamburg) va ser un constructor d'instruments d'Alemanya, considerat un dels constructors de llaüts més important del seu temps.

## Biografia
Tielke va ser el segon fill del jutge Gottfried Tielke I. El 1663 va iniciar els estudis de medicina a la Universitat de Leiden, però acabaria passant a la facultat de filosofia i lletres l'any 1664. Tot i que sembla una mescla d'estudis estranya, en aquella època era força habitual. El 1667 es va casar amb Catharina Fleischer, la filla d'un constructor d'instruments establert a Hamburg, on el 1669 aconseguiria la ciutadania (i és la primera confirmació a nivell documental del seu ofici de lutier). Aquest mateix any va fer l'instrument que se li coneix amb data més antiga, una viola de gamba. El 1671 va néixer el primer dels seus set fills: Gottfried III, que fou successor d'August Kühnel com a músic a la cort de Kassel. El 1717 es crearen uns panegírics per a celebrar les noces d'or. Dos anys més tard fou enterrat a l'església de San Nicolau d'Hamburg (la seva tomba sobrevisqué al gran incendi de l'any 1842 i a la devastació de 1943).
Hi ha dubtes en algunes dates, per exemple, si bé hi ha un registre dels seus 20 anys l'any 1663, n'hi ha d'altres que li'n suposen 24 el 1664, cosa que porta certa confusió.

## Obra
Molt probablement, els germans Gottfried i Joachim reberen lliçons sobre la construcció d'instruments en un taller encara anònim de Königsberg. L'any 1662 Gottfried (II) co-signà la restauració d'un contrabaix italià poc després d'haver acabat aquest aprenentatge.
Joachim Tielke va construir i decorar gairebé tots els tipus d'instruments de la família de corda pinçada al seu taller. Al treball de Friedemann i Barbara Hellig s'enumeren fins a 163 instruments o fragments: llaüts, mandores, angèliques, guitarres, cistres, violins de butxaca, violins, violoncels, violes d'amor, barítons i violes de gamba. També se li atribueixen molts instruments que no són autèntics. En general, l'obra de Tielke és considerada com a successora d'Antonio Stradivarius. Va adquirir gran fama, en part, per la qualitat i detall de la decoració dels seus instruments, inspirada sobretot en quadres, especialment holandesos, com la Amorum emblemata d'Otto van Veen de l'any 1608 o el conjunt de gravats de Cornelis Danckerts fets per Hendirck de Keyser. Són molts els músics i escriptors que lloen el so dels seus instruments, especialment de les violes de gamba. Una qüestió que es discuteix sovint és que hagi estat ell mateix qui ha fet la part artesanal dels instruments signats per ell. Tot fa pensar que comptava amb la col·laboració d'artesans que li proporcionaven la marqueteria o el tall de peces senceres amb el seu segell. Així i tot, se'l considera el cap del taller, ja que l'organització, el tracte amb els gremis, la compra de material, el control de qualitat o les dates de lliurament de les peces, l'organització o la tria dels dissenys de la decoració anaven al seu càrrec i, a més a més, comptava amb una àmplia formació en història de l'art, per exemple l'obra de Peter Paul Rubens.
Un germà de Joachim, en Gottfried, fou també un gran constructor, un dels seus instruments més coneguts és un contrabaix del 1662 (al Museum für Musikinstrumente der Universität Leipzig), també algunes guitarres i llaüts (Museum für Kunst und Gewerbe Hamburg). Aquest no deixà de construir instruments tot i haver estat ordenat sacerdot.
Jakob Heinrich Goldt, renebot de Tielke, és considerat com a successor de l'estil del constructor alemany, però amb el seu segell particular. La viola de gamba de 1745 de la Col·lecció de Sant Petersburg n'és un bon exemple.